# همهمه‌ای از ژرفنا
همهمه‌ای از ژرفنا (انگلیسی: A Noise from the Deep) یک فیلم کوتاه کمدی به کارگردانی مک سنت است که در سال ۱۹۱۳ منتشر شد. این فیلم امروزه موجود است و چهار مرتبه در سال ۲۰۰۶ در موزه هنر مدرن به نمایش درآمد.

## گزیدهٔ بازیگران
- میبل نورماند
- راسکو آرباکل
- چارلز آوری
- نیک کاگلی
- آلیس دَوِنپورت
- ویلیام هابر
- چارلز اینسلی
- ادگار کندی
- اَل سنت جان
- پلیس‌های کی‌استون